# Montigny-sur-Loing
Montigny-sur-Loing är en kommun i departementet Seine-et-Marne i regionen Île-de-France i norra Frankrike. Kommunen ligger i kantonen Moret-sur-Loing som tillhör arrondissementet Fontainebleau. År 2022 hade Montigny-sur-Loing 2 634 invånare.

## Befolkningsutveckling
Antalet invånare i kommunen Montigny-sur-Loing
| Referens: INSEE |